# Mario Party 3
Mario Party 3 (マリオパーティ 3, Mario Pāti Torowa) es un videojuego de tablero desarrollado por Hudson Soft y distribuido por Nintendo. Es la tercera entrega de la serie Mario Party y la última que salió para la consola Nintendo 64. En Europa fue lanzado el 16 de noviembre de 2001 y con un cierto retraso, pues en Japón ya había salido el juego desde el 7 de diciembre de 2000 y en Norteamérica desde el 7 de mayo de 2001, habiendo pasado medio año desde su salida en Norteamérica y casi un año desde su salida en tierras niponas. Además, fue el último juego de Nintendo 64 que vio la luz en Europa y Japón.
El videojuego no tuvo un relanzamiento para la Consola Virtual de Wii o Wii U, pero por primera vez, recibió un relanzamiento para el servicio de Nintendo Switch Online en octubre de 2023.

## Historia
Mario y sus amigos estaban descansando tranquilamente en el patio exterior del castillo de Peach, cuando de pronto cayó del cielo una gigantesca estrella: La Millenium Star (Estrella Milenaria). No poniéndose de acuerdo sobre quién merecía el derecho a quedársela, deciden que la mejor forma de hacerlo era jugar (otra vez) una partida de Mario Party.
Justo cuando Lakitu les trae el juego, la Estrella reacciona y encierra todo el Castillo y alrededores en la caja de Mario Party, asimismo, el dado cobra vida, con el nombre de Tumble. Decidido a defender su título como Superestrella del universo, la Estrella Milenaria reta a todos a conseguir las 7 Estampas Estrella (Star Stamps), que demuestran que están en la capacidad de batirse con él para determinar a la nueva Superestrella: la estampa de la inteligencia / la estampa del ingenio (Wit Stamp); la estampa de la amabilidad / la estampa de la bondad (Kindness stamp); la estampa de la fuerza (Strenght stamp); la estampa del amor (Love Stamp); la estampa del coraje / la estampa de la valentía (Courage stamp); la estampa de la belleza (Beauty stamp) y; la estampa de la malicia / la estampa de las travesuras / la estampa de la picardía (Mischief stamp).
Por otra parte, Bowser, al ver que han empezado la disputa sin tomarlo en cuenta, pues también fue atrapado accidentalmente en la caja de juegos, decide hacer infructuosa la tarea de todos, ordenando a sus Koopa Kids que hicieran hasta lo imposible por arruinar la fiesta, aunque luego ellos, semi-hipnotizados por la magia de la Estrella Milenaria, deciden "ayudar" a los competidores con los "Items oscuros", una serie de objetos que limitan las capacidades de los rivales.
Y así, empezó de nuevo la competencia por saber quién sería la nueva Superestrella del Universo.
En el Modo Historia (Story Mode), primero hay que jugar un tablero de Battle Royal Map, al ganarlo, la Estrella Milenaria intentará otorgarle una Estampa Estrella (Star Stamp), pero aparecerá otro jugador diciendo que la estampa le pertenece a él o ella, la Estrella Milenaria les dice a los dos jugadores que deberán hacer un duelo, posteriormente, ambos juegan en un tablero de Duel Map, al derrotar al otro jugador, la Millenium Star otorga una estampa para el álbum de estrellas. Contra la Princesa Daisy solo se juega en Duel Map y contra Waluigi solamente en Battle Royal Map. Cuando termina de coleccionar todas las estampas, el jugador se enfrenta a la Estrella Milenaria en el minijuego "Stardust Battle", pero al derrotarlo, admite que él no es la Estrella Milenaria y se va, el jugador se decepciona y de pronto, Tumble saca de su cabeza una estrella, la cual es la verdadera Estrella Milenaria.
Después aparecen los créditos y la próxima vez que el jugador elija el archivo para jugar, en la roca que está atrás del castillo aparecerá el rostro del personaje con quien se completó el Modo Historia.
Al terminar un tablero en Modo Historia, al jugador se le otorga un rango:
- S - Es el mejor rango de todos.
- A - Es un rango bueno.
- B - Es un rango regular.
- C - Es un rango insuficiente.

Las estampas, tableros y personajes están ordenados así:
- Wit Star Stamp: (Estampa de la Inteligencia)  Primero se juega en Chilly Waters, posteriormente contra Wario en Gate Guy.
- Kindness Star Stamp: (Estampa de la Bondad) Primero se juega en Deep Bloober Sea, posteriormente contra Yoshi en Arrowhead.
- Strength Star Stamp: (Estampa de la Fuerza) Primero se juega en Spiny Desert, posteriormente contra Donkey Kong en Pipesqueak.
- Love Star Stamp: (Estampa del Amor) Primero se juega en Woody Woods, posteriormente contra Peach en Blowhard.
- Courage Star Stamp: (Estampa de la Valentía) Primero se juega en Creepy Cavern, posteriormente contra Mario en Mr. Mover.
- Beauty Star Stamp: (Estampa de la Belleza) Se juega contra Daisy en Backtrack.
- Mischief Star Stamp: (Estampa de la Picardía) Se juega en Waluigi's Island, especialmente contra Waluigi.

Cuando se juega con Mario, Peach, Yoshi, Wario o Donkey Kong, el que reemplaza la Star Stamp es Luigi.
- Ejemplo: Si se juega con Mario, en Mr. Mover se pelea contra Luigi.

Los niveles que se puede alcanzar al terminar el Modo Historia son:
- Miracle Star: Se necesita al menos ocho rangos S.
- Ultra Star: Se necesita mayormente rango A
- Great Star: Se necesita no tener muchos rangos B, C

## Personajes jugables
En este juego se agregaron dos personajes más, Waluigi y la Princesa Daisy, pero solo son jugables en Modo Party.
- Mario
- Luigi
- Peach
- Yoshi
- Donkey Kong
- Wario
- Waluigi (Nuevo)
- Daisy (Nuevo)

## Personajes del Modo Duelo
Estos personajes son los "aliados" de los principales en los tableros de duelo del juego. Para mantenerlos, se les debe pagar cierta cantidad de monedas por turno. Cada vez que llegas a tu estrella Millenium Star te da 10 Coins y un nuevo aliado, el cual puedes escoger. Si tienes 2 iguales, se le aumenta 1 de ataque, y en el caso del Whomp,  1 de defensa.
- Koopa: Empieza con Mario - 1 moneda (1 de ataque y 2 de vida)
- Goomba: Empieza con Luigi - 2 monedas (2 de ataque y 1 de vida)
- Toad: Empieza con Peach - 1 moneda (1 de ataque y 1 de vida). La ventaja es no pagar monedas al caer en una casilla del oponente.
- Bob-omb: Empieza con Wario - 2 monedas (1 de ataque y 1 de vida). Ataca directamente al oponente, sin importar los compañeros, pero se autodestruye.
- Boo: Empieza con Yoshi - 3 monedas (2 de ataque y 1 de vida). Devuelve el ataque si eres atacado primero.
- Whomp: Empieza con Donkey Kong - 3 monedas (0 de ataque y 4 de vida). No hace nada, pero es perfecto como defensa.
- Snifit: Empieza con Daisy - 5 monedas (2 de ataque y 2 de vida). Lo bueno de este personaje es que encuentra monedas al comienzo de cada turno (ya sean 2, 3 o 4)
- Planta piraña: Empieza con Waluigi - 5 monedas (3 de ataque y 1 de vida). A veces encuentra otro dado para tirar.
- Chain Chomp - 6 monedas (1 de ataque y 2 de vida). Ataca al enemigo y a todos sus aliados.
- Thwomp - 4 monedas (0 de ataque y 2 de vida). Destruye a aliado de tu enemigo pero no lo ataca a él.
- Mr. Blizzard - 2 monedas (1 de ataque y 3 de vida). Ataca al aliado o a tu enemigo directamene sin importar sus compañeros de defensa.
- Koopa Kid - 3 monedas (1 de ataque y 1 de vida) A veces sus ataques fallan, pero cuando no, se convierte en Bowser y ataca 3.

## Tableros

### Modo Batalla
En el Modo Batalla pueden jugar hasta cuatro jugadores.
- Chilly Waters (Aguas Frías): Es el tablero más sencillo del juego, la única complicación es el muñeco de nieve gigante que puede tirar bolas (ya sea por caer en las casillas (?)) o porque le pagues al pasar a su lado. Dichas bolas, si no las saltas en el momento justo, te llevarán hacia un lado de la pantalla. Hay que tener cuidado con un lago congelado que hay en el centro, pues se rompe si dos jugadores están sobre él al mismo tiempo.

- Deep Bloober Sea (Mar Profundo de Bloober): Este tablero es el hogar de dos pulpos, bajo el agua. La pantalla está dividida en dos partes, y en el medio está el lago donde viven los pulpos. Paralelos al lago hay dos caminos con muchas casillas (?), y si el jugador cae en una de ellas será transportado a otro lado del lago. También hay un tiburón, que en la bifurcación de ambos caminos, manda escoger uno de ellos y pulsar un botón, de un total de cuatro. Si presionas el botón equivocado, te desviará del camino elegido (hacia el otro) mediante un torpedo. En la esquina superior izquierda hay un pez gigante, que puede engullirte si no nadas rápido, y mandarte a cualquier lugar del tablero.

- Spiny Desert (Desierto Espinoso): En este tablero se ofrecen dos estrellas, pero una de ellas es un espejismo, debes averiguar cual es la real. Existen dos círculos de casillas en el tablero que rodean arenas movedizas. Si caes en las casillas (?) que hay en los mismos, todos los personajes que hay en el círculo serán transportados al otro círculo de arenas movedizas. En este tablero, la llave esqueleto cobra cierta importancia ya que hay una parte del tablero donde sólo se puede acceder con ella. Hay una parte en que aparecen dos cactus los cuales tienes que saltar para pasar al otro lado, si no lo saltas, y chocas con ellos, te mandarán a otra zona del tablero.

- Woody Woods (Bosque Leñoso): En este tablero se caracteriza por estar lleno de bifurcaciones en los caminos. En cada una de ellas hay una flecha que te obliga a coger la dirección indicada. Cada turno aparece el topo Monty, que cambia las direcciones que indican las flechas. También hay dos sitios en los que pagando cinco monedas puedes hacer que el topo cambie las señales. Hay dos árboles, uno bueno y uno malo, el bueno te regala 5 monedas o hace que aparezca otro dado para avanzar más casillas, el árbol malo es todo lo contrario, te roba 5 monedas o hace aparecer otro dado para retroceder casillas.

- Creepy Caverns (Caverna Espeluznante): Este tablero es uno de los más difíciles del juego. Se podría decir que está dividido en 2 partes, y cada una de ellas en otras dos, de manera que hay cuatro zonas. Vamos primero por la división vertical. Hay dos maneras de pasar del lado izquierdo al derecho, y viceversa, una de ellas es mediante las puertas que hay (una arriba y una abajo) con la correspondiente llave esqueleto claro. La otra manera es cogiendo uno de los dos trenes que van de un lado al otro, ya sea pasando por delante del thwomp (si está en el lado en el que estamos claro) o cayendo en una de las (?). Este tren se lleva por delante a todo jugador que este en las vías, y pasa una vez para cada lado, es decir, que no siempre nos llevará al lado que queremos. La otra división, la horizontal, la realiza el rey whomp, que está caído en uno de los lados, impidiendo el paso hacia arriba (si está caído en el lado derecho) o hacia abajo (si está caído en el lado izquierdo). Para que se cambie de lado, y puedas pasar por el camino bloqueado, tienes que caer en la casilla (?) que hay delante de él, o llevar ciertos objetos, a veces llaves esqueletos, a veces champiñones, champiñones reversa, depende de lo que le apetezca al rey whomp. Por el resto, la pantalla es bastante normal, aunque ya os podéis imginar que con todas estas cosas no es fácil llegar a las estrellas.

- Waluigi's Island (La Isla de Waluigi): (Sólo se desbloquea si se completa primero en el Modo Historia) Es sin duda la pantalla más difícil y a la vez la más divertida de las disponibles en Mario Party 3. Esta pantalla se caracteriza por estar llena de trucos y trampas. Tiene un círculo de casillas, en cuyo centro hay un 5, y en dicho círculo hay varias casillas de (?), cada vez que un jugador cae en ellas, la cuenta ira descendiendo, y, al llegar a cero, todos los jugadores que estén en el círculo perderán todas sus monedas. Para salir de dicho círculo, se ha de pasar por un distribuidor, me explicó, has de pulsar el botón A mientras unas flechas se van encendiendo, indicando uno de los cuatro caminos posibles a elegir (uno de ellos es volver hacia donde estas). El camino de la izquierda te lleva a una pequeña isla, de la que solo podrás salir si el puente está bajado (existen dos puentes, y como en creepy cavern con el rey whomp, solo uno esta bajado) y acabarás de nuevo en el círculo, esa isla tiene muchas casillas que cambian en cada turno, menos 1, ya que es una casilla de banco, de ahí en fuera pueden ser de objeto, Bowser, azules, rojas, Shy guy o tiempo de chance. Si eliges el camino de la derecha te llevará hacia uno de los tubos en los que puedes entrar, apareciendo al inicio de la pantalla. Si eliges el camino de frente, este a su vez se subdivide en 2 caminos (puedes elegir por cual ir). El de la izquierda te lleva a la isla más locura, o hacia el camino un tubo, en dicha isla las casillas son todas iguales, y cambian cada turno. Si eliges el camino de la derecha, tendrás que elegir de nuevo entre dos caminos, aunque esta vez meramente por jugar, pues ambos te llevan al mismo sitio, sin contar movimientos. En uno de ellos Waluigi ha puesto una trampa. Al final de este camino se une al de la derecha del distribuidor, acabando en el tubo que te lleva al inicio.

### Modo Duelo
En el Modo Duelo solamente pueden participar dos jugadores.
- Gate Guy (Bloqueos): Este tablero cuadrangular tiene un atajo central tapado por dos puertas, ambas en los extremos de este y para acceder a él, el jugador debe pagar 5 monedas. En el Modo Historia, el jugador se enfrenta contra Wario (o Luigi) por la estampa del ingenio.

- Arrowhead (Indicadores): En este tablero hay cuatro cruces de caminos cuya dirección es regulada por dos grandes indicadores situados en los extremos del tablero. En el Modo Historia luchas contra Yoshi (o Luigi) por la estampa de la amabilidad.

- Pipesqueak (Tuberías): Este tablero tiene cuatro esquinas principales, y en cada una de ellas hay una tubería. Los jugadores pueden introducirse en una tubería. Entonces saldrán aleatoriamente de otra; lo que facilita el desplazamiento por el tablero. En el Modo Historia te enfrentas contra Donkey Kong (o Luigi) por la estampa de la fuerza.

- Blowhard (Ventiladores): Es un tablero cuadrangular con cuatro caminos centrales que se cruzan en el centro del tablero. Aquí está situado un ventilador gigante que cambia las posiciones de los aliados de un jugador cuando éste pasa por encima de él. En el Modo Historia te enfrentas contra la Princesa Peach (o Luigi) por la estampa del amor.

- Mr. Mover (Movimientos): Al final de este tablero hay una cinta transportadora que cambia cada turno de color y de dirección. Cuando se vuelve roja traslada al jugador que llegue a ella hacia la parte derecha de tablero y cuando se vuelve azul lleva al jugador a la parte izquierda. En el Modo Historia luchas contra Mario (o Luigi) en un duelo por la estampa de la valentía.

- Backtrack (Cambios de Sentidos): (Sólo se desbloquea si se completa primero en el Modo Historia.) Este tablero con forma de estrella tiene 5 casillas especiales llamadas Casillas Reversas. Si un jugador cae en una, cambiará de dirección todo el tablero, además sus aliados también cambiarán de posición. En el Modo Historia te enfrentas contra la Princesa Daisy por la estampa de la belleza.

## Casillas

### Modo Batalla
- Casillas Azules: Si caes en esta casilla ganas 3 monedas, excepto los últimos cinco porque ganas 6 monedas, también puede aparecer un dado secreto y ganar 20 monedas, un objeto o una estrella.
- Casillas Rojas : Si caes en esta casilla pierdes 3 monedas, excepto los últimos cinco turnos porque pierdes 6 monedas.
- Casillas de Interrogación (?) : Si alguien cae aquí ocurrirá un evento, dependiendo en el tablero que esté.
- Casillas de Admiración (!): Al caer en esta casilla se acude a un juego muy especial, que puede cambiar por completo el transcurso del juego, pues las monedas y las estrellas de los jugadores pueden cambiar. El juego consiste en detener 3 ruedas, dos deciden los jugadores implicados (quien da algo y quien lo recibe) y la tercera decide el ítem que se le quitará al jugador que salió en la rueda de a quien se le quita el ítem, y posteriormente se le dará al jugador que haya salido en la rueda del jugador que recibe esa recompensa.
- Casillas de Bowser: Si alguien cae aquí aparecerá Bowser y hará todo tipo de maldades, si no tienes monedas Bowser te dará monedas, 30 o 40, dependiendo de tu posición en el juego. Las maldades que pueden ocurrir van desde el hechizo reverso (todos irán al revés un turno), a la mezcla bowser (los jugadores intercambian posiciones), la revolución bowser (todos los jugadores se igualan en monedas), monedas para bowser (el número dependerá de la posición en la que vayas), caldero de monedas para bowser (todos los jugadores entregan 20 monedas). Por último, también puede tocar regalo de 10 000 monedas o de 100 estrellas, en cuyo caso bowser huirá y no entregará nada.
- Casillas de Objetos: Aquí entrarás en un minijuego donde vas a poder conseguir distintos objetos, en función de la posición en la que te encuentres (mejores para el último, normales para el primero). De esos objetos podrás obtener uno o ninguno. A veces cuando caes en esta casilla, aparecen Toad o Koopa Kid sobre ti, y te hacen una pregunta, dependiendo de tu respuesta, pueden regalarte objetos (uno o varios) o nada. Si tienes tres objetos contigo y caes en esta casilla, no podrás conseguir otro, y si es el último turno del juego, tampoco conseguirás objetos al caer aquí.
- Casillas de Batalla: Aquí te enfrentaras contra los otros oponentes en un minijuego, en el que vendrá un Goomba y cada jugador aportará un número de monedas (10, 20, 30 o 50). El ganador obtiene un número elevado de monedas, el segundo un número pequeño (aproximadamente la aportación) y el tercero y cuarto nada, aunque en ocasiones son recompensados con una moneda de consolación. En la ruleta de monedas que se pagarán puede salir: 0, 10, 20, 30 o 50 monedas, si sale 0 no habrá duelo y el Goomba se irá.
- Casillas de Banco: Si pasas por este espacio le darás al banco 5 monedas y si caes en la casilla te quedas con todas las monedas en el banco recolectadas hasta ese momento. En este banco te atenderá Koopa Troopa
- Casillas de Game Guy: Si caes aquí, aparecerá un Shy Guy volador llamado Game Guy, que te quitara todas tus monedas y luego te lleva a un minijuego, si lo ganas, obtendrás desde el doble de las monedas que tenías, e inclusive te las puede multiplicar por 64, si lo pierdes, te quedaras sin ninguna moneda.

### Modo Duelo
- Casilla Basic: Si caes en esta casilla, aparecerá el rostro del jugador que usas, si vuelves a caer en la casilla (donde esta el rostro del jugador que usas), obtendrás monedas, pero si caes en la casilla (donde está el rostro del otro jugador) perderás monedas y el otro jugador se las quedará, el número de monedas obtenidas o perdidas, varía con los turnos, de los turnos 1 al 5, serán 3 monedas, del turno 6 al 10 serán 5 monedas, del turno 11 al 15 serán 8 monedas y del turno 16 en adelante serán 10 monedas.
- Casilla Power-up: Si caes aquí, aparecerá la Estrella Milenaria y le dará más energía a tu (s) aliado (s).
- Casilla Reversa: Si caes aquí, aparecerá un dado, el número que salga al golpearlo, será el número de casillas que irás en reversa, excepto en el tablero Backtrack, ya que ahí si caes en esta casilla, todo el tablero cambiará de dirección.
- Casilla Minijuego: Si caes aquí, tu y el otro jugador irán a un minijuego para dos, el que lo gane, obtendrá 10 monedas.
- Casilla de Interrogación (?): Si caes aquí, ocurrirá un evento, algunos casos son buenos, pero otros casos, son malos.
- Casilla Game Guy: Si caes aquí, aparecerá un Shy Guy volador llamado Game Guy, que te quitará todas tus monedas y luego te lleva a un minijuego, si lo ganas, obtendrás más monedas que las que tenías, si lo pierdes, te quedaras sin ninguna moneda.

## Objetos (Items)
En Mario Party 3 aparecen objetos cuya función es beneficiar a los jugadores, aunque otros sirven para afectar a los oponentes. Algunos ya habían aparecido en Mario Party 2, pero también se incorporan nuevos objetos. Sólo pueden ser utilizados en los tableros del Modo Batalla. Cada objeto tiene un costo en las tiendas.

### Objetos de la tienda de Toad
- Champiñón: (5 monedas) Aparecen dos dados para tirar. Si se obtienen dos números iguales, el jugador gana 10 monedas. También elimina efectos negativos, tales como el champiñón venenoso o reverso.
- Bloque de teletransporte: (5 monedas) Al usarlo, cambia la posición entre el jugador con otro oponente en el tablero, generalmente por el más cercano a la estrella. También elimina efectos negativos, tales como el champiñón venenoso o reverso.
- Móvil de compras: (Nuevo) (5 monedas) Con él se puede llamar a la tienda de objetos (de Toad o Koopa Kid) desde cualquier parte del tablero para comprar un objeto.
- Guante de duelo: (10 monedas) Se puede escoger a un oponente y apostar cierta cantidad de monedas y después participar en un minijuego de 1 vs. 1, el que gane se lleva todas la monedas apostadas.
- Champiñón dorado: (10 monedas) Aparecen tres dados para tirar. Si se obtienen tres números iguales, el jugador gana 20 monedas. También elimina efectos negativos, tales como el champiñón venenoso o reverso.
- Repelente de Boo: (Nuevo) (5 monedas) Se activa automáticamente para impedir que un oponente le robe monedas o estrellas con la ayuda de Boo al jugador que posee el objeto.
- Lámpara mágica: (20 monedas) Al usarlo se llama al genio de la lámpara para que lleve al jugador directamente a la estrella y comprarla; se recomienda usarlo solo si se tiene 20 o más monedas. También elimina efectos negativos, tales como el champiñón venenoso o reverso.

### Objetos de la tienda de Koopa Kid
- Champiñón venenoso: (Nuevo) (5 monedas) Limita a un oponente a que solo avance una, dos o tres casillas en un turno. También se puede usar sobre uno mismo.
- Champiñón reverso: (Nuevo) (5 monedas) Provoca que un oponente se mueva en la dirección opuesta en el tablero durante un turno. También se puede usar sobre uno mismo.
- Teléfono de Bowser: (Nuevo) (5 monedas) Con él se puede llamar a Bowser, para que el mismo jugador o un oponente vaya a sus eventos, es como si hubiera caído en una casilla de Bowser.
- Cofre del botín: (10 monedas) Con él se tiene la posibilidad de robar un objeto a un oponente, aunque no se puede elegir cual.
- Lámpara de la suerte: (Nuevo) (10 monedas) Al usarlo se llama al genio de esta lámpara para que coloque la estrella en otro lugar del tablero.
- Traje de Bowser: (10 monedas) Al usarlo, el jugador se disfraza de Bowser, si se cruza con algún oponente en ese turno, lo confunden con Bowser y le roba 20 monedas a cada uno.
- Campana de Boo: (15 monedas) Con este objeto se llama a Boo, pagarle 5 monedas para robarle monedas a un oponente, o pagarle 50 para robar una estrella.

### Objetos de las dos tiendas
- Llave esqueleto: (5 monedas) Con este objeto se puede abrir una puerta en el tablero y pasar por ese camino.
- Bolsa objetos: (Nuevo) (30 monedas) Obsequia tres objetos al azar.

### Objetos raros
Los siguientes objetos son difíciles de conseguirlos, ya que no se venden en las tiendas. Una forma de conseguir alguno de ellos es al caer en las casillas de objetos y responder una de las preguntas de Toad.
- Reloj chiflado: (Nuevo) Provoca que únicamente queden 5 turnos para jugar.
- Caja trueque: (Nuevo) Intercambia todos los objetos con los del oponente que se elija.
- Tarjeta Koopa: (Nuevo) Se puede usar en el banco para obtener todas las monedas que están depositadas ahí hasta ese momento.
- Hechizo de la suerte: (Nuevo) Con él se puede llamar a un Shy Guy volador para que lleve al jugador o a un oponente a uno de sus minijuegos. Es como si hubiera caído en la casilla Game Guy.

### Minijuegos
1vs1:
- Vine with me (Bosque de Lianas)
- Popgun Pick-off (Dispara a Bowser)
- End of the line (Fin del Camino)
- Baby Bowser Bonkers (Pisa a Baby Bowser)
- Silly screws (Tuercas Estúpidas)
- Crowd cover (Estorbo entre Multitud)
- Tic, Toc, hop (Tic, Tac, Salto)
- Bowser Toss (Lanzamiento de Bowser)
- Motor Rooter (Koopa-Carrera)
- Fowl play (Gallina a la Fuga)

2vs2:
- Eat´sa pizza (Traga Pizza)
- Baby Bowser broadside (Cañón Baby Bowser)
- Cosmic coster (Montaña Cósmica)
- Paddle paddle (Lago de Monedas)
- Log jam (Más madera)
- Pump, pump, and Away (Cohete a Presión)
- Hyper Hydrants (Supermangueras)
- Picking panic (Pánico en el Árbol)
- Etch´n´catch (Dibuja y Libera)
- Slot synch (Sincronización)

3vs1:
- Coconut conk (Lanzacocos)
- Spotlight swim (Evita el Foco)
- Boulder ball (Colina Peligrosa)
- Crazy cogs (Ruedas Locas)
- Hide and sneak (El Escondite)
- River Raiders (Esquí en el Río)
- Tidal toss (Cuidado con la Ola)
- Hand, line, and sinker (Pesca el Pez)
- Ridicolous relay (Carrera Ridícula)
- Thwomp pull (Ritmo Thwomp)

De 4:
- Treadmill grill (La Barbacoa)
- Ice rink risk (Riesgo Helado)
- Parasol plumet (Sombrillas Voladoras)
- Messy memory (Lío Mental)
- Picture imperfect (Cuadro Imperfecto)
- M.P.I.Q. (Concurso M.P.)
- Curtain call (Se abre el Telón)
- Cheep Cheep chase (Persecución Cheep Cheep)
- Snowball summit (Bolas de Nieve)
- Toadstool titan (Titán Destructor)
- Aces High (Ases del Aire)
- Bounce´n´trounce (Rebota y Aplasta)
- Chip shot challenge (Hoyo en Uno)
- Mario's Puzzle Party (Puzzle Mario Party)
- The beat goes on (Dale al Tam-Tam)
- Water whirled (Circuito Acuático)
- Frigid bridges (Caminos Helados)
- Awful tower (Torre Peligrosa)
- Pipe cleaners (Limpiador de Tuberías)
- Rockin´raceway (Hipódromo Zanahorias)

Batallas:
- Stacked deck (Elige Carta)
- Three Door Monty (Recuerda la Puerta)
- Merry-go Chomp (Carrusel Chomp)
- Slap down (Manotazo)
- Locked out (Encerrados)
- All fired up (Requemados)
- Storm chasers (Busca-Tormentas)
- Eye Sore (Vista Cansada)

De objeto:
- Winners wheel (La rueda del ganador)
- Hey Batter, batter (Béisbol loco)
- Bobbing bow-loons (Globos objeto)
- Dorrie dip (Caverna de Dorrie)
- Swinging with sharks (Tiburones hambrientos)
- Swing´n´swipe (A martillazo limpio)

(???):
- Stardust battle (Batalla Polvo Estelar) - Se desbloquea venciendo a Millenium star.
- Dizzy Dinghies, course 1, course 2, course 3 (Ríos Acelerados, pistas 1,2 y 3) - Se desbloquea debloqueando todos los mini-games normales.
- Mario's Puzzle Party Pro (Puzzle Mario Party Pro) -Se desbloquea consiguiendo 1000 coins o más en Game Guy's Mini-game room.

Chance Time:
- Chance Time

Game Guy:
Para desbloquear Game Guy's Mini-game room, se debe ser la estrella milagrosa. Aquí, Game guy te dará 10 coins, y al azar, jugarás sus mini-games para tratar de hacer 1000 coins o más. 
- Sweet sorprise of Game guy (Dulce sorpresa de Game Guy)
- Lucky step 7 of Game guy (7 escalones de la Suerte de Game Guy)
- Rulette of Game guy (Ruleta de Game Guy)
- Magic Boxes of Game Guy (Cajas Mágicas de Game Guy)

Los juego se localizan así:
1vs1 - De 4 - De objeto
3vs1 - 2vs2 - Batallas - ???
El de Chance Time en tableros, en casillas (!).
Los de Game Guy en casillas de Game Guy o en sala de Game Guy.

## Enlaces
- http://www.guiasnintendo.com/index.php?option=com_wrapper&Itemid=94

- Datos: Q743187